# Hrubý domácí produkt

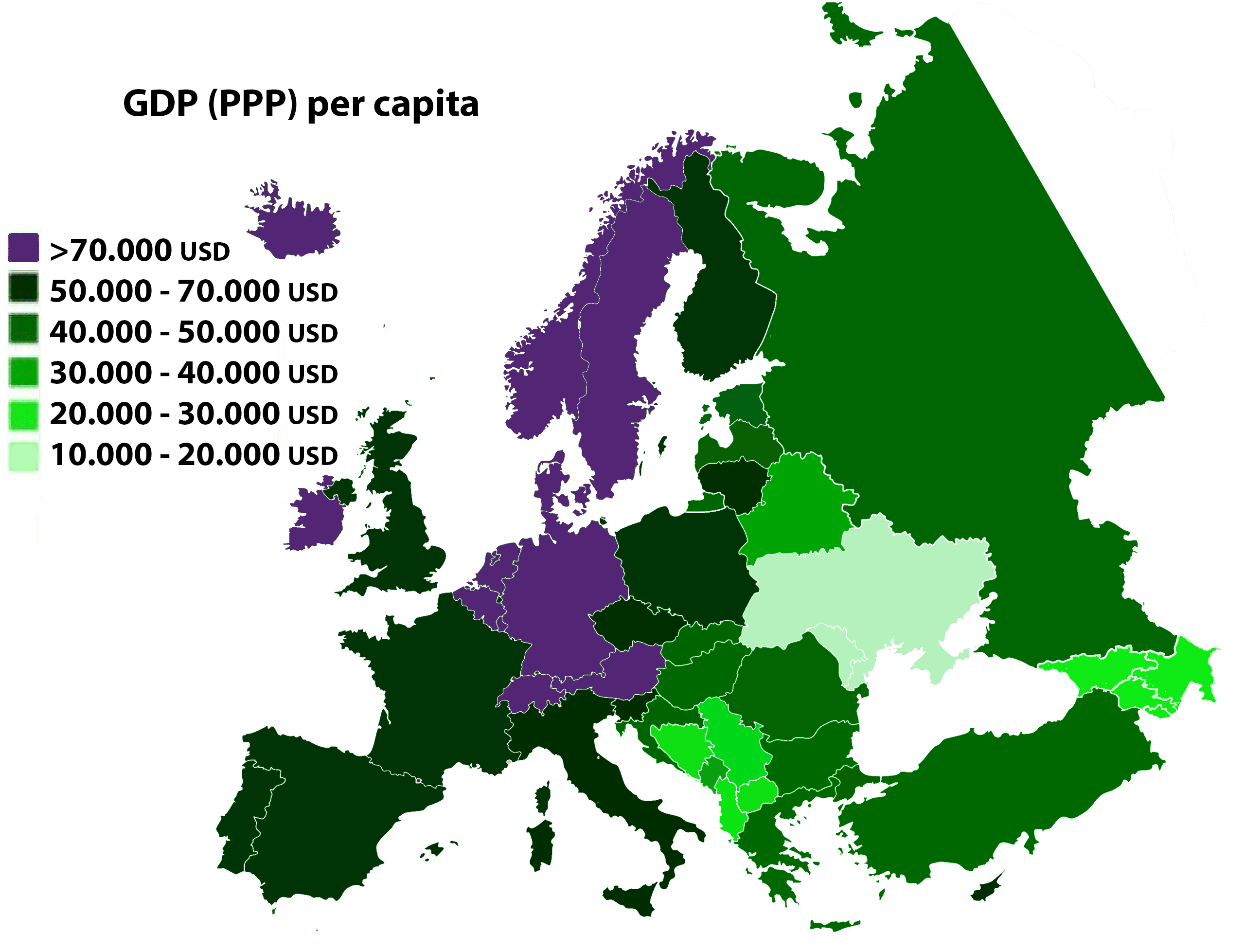
HDP v Evropě podle parity kupní síly

HDP ve světě v roce 2014 dle nominální hodnoty a parity kupní síly podle Světové banky

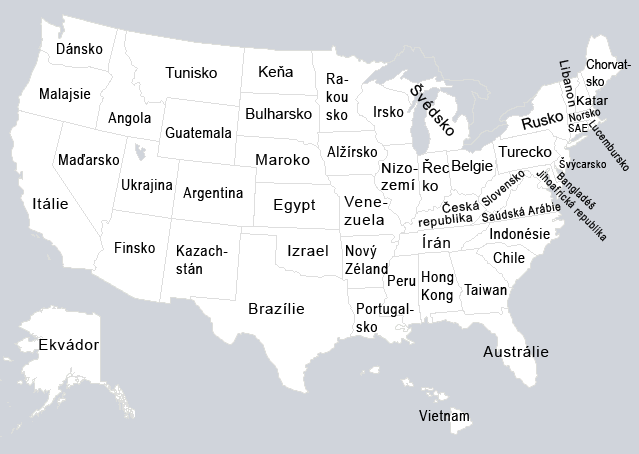
HDP jednotlivých států USA ve srovnání s HDP ostatních zemí světa
Česko je na místě Kentucky

Hrubý domácí produkt (HDP, v mezinárodních pramenech GDP z anglického Gross Domestic Product) je finální celková peněžní hodnota statků a služeb nově vytvořená za dané období na určitém území (rok, čtvrtletí atp). Tento ukazatel se používá v makroekonomii pro určování výkonnosti ekonomiky států a odhadu ekonomického rozvoje země. Časovým obdobím bývá obvykle rok. V mezinárodních srovnáních se také používá HDP na obyvatele (HDP na hlavu).
Produkt je toková veličina (udává se v penězích za určité časové období). Na rozdíl od bohatství, které představuje stav, představuje produkt přírůstek bohatství. Z analýz vyplývá příčinná souvislost HDP se spotřebou energie (HDP je tedy téměř vyjádřením míry spotřeby bez ohledu na kvalitu produktu). V minulosti byl používán HNP (hrubý národní produkt).

## Výpočet HDP
Domácí produkt lze standardně vypočítat třemi způsoby. Každá metoda představuje jiný pohled na totéž. Existují různé varianty produktu (viz níže), které započítávají různá hlediska. Tyto údaje se však obtížně zjišťují a většinou se jedná pouze o odhady. Navíc věci „zdarma“ mohou mít také svou cenu, která bývá opomíjena. Proto se při ekonomických srovnáních používá nejčastěji HDP.

### Výrobková metoda
Je nazývána též zbožová nebo produkční metoda. HDP se podle této metody počítá jako součet hrubé přidané hodnoty jednotlivých institucionálních sektorů nebo odvětví a čistých daní na produkty (které nejsou rozvrženy do sektorů a odvětví). Je to také vyrovnávací položka účtu výroby za národní hospodářství celkem, kde se na straně zdrojů zachycuje produkce a na straně užití mezispotřeba. Hrubá přidaná hodnota je rozdílem mezi produkcí a mezispotřebou. Vzhledem k tomu, že produkce se oceňuje v základních cenách a užití v kupních cenách, je strana zdrojů za národní hospodářství celkem doplněna o daně snížené o dotace na výrobky.
HDP = Produkce minus Mezispotřeba plus Daně z produktů minus Dotace na produkty
Výrobce, který nakoupí materiál za 1000 Kč, zaplatí pracovníkům 800 Kč, spotřebuje energie za 200 Kč a výsledný výrobek prodá za 5000 Kč, přispěje ke tvorbě produktu částkou 3000 Kč (5000 − 1000 − 800 − 200). Pokud obchodník nakoupí tento výrobek za 5000 Kč, prodá jej za 7500 Kč a nespotřebuje žádný další nakupovaný materiál, energii nebo služby, přispěje tak ke tvorbě produktu částkou 2500 Kč.
Tato metoda eliminuje duplicity (meziprodukty); bohužel těžko zjistitelná.

### Výdajová metoda
Protože výdaj za zboží odpovídá ceně tohoto zboží (tzn. součtu přidaných hodnot), lze produkt měřit jako součet výdajů – agregátní výdaje. Do tohoto součtu započítáváme pouze finální výrobky, tzn. takové, které již nejsou vstupem další výroby (nebudou v přidané hodnotě jiného zboží).
- osobní výdaje na spotřebu (statky dlouhodobého užití, statky krátkodobého užití, služby)
- hrubé soukromé domácí investice (fixní investice firem, změny stavu zásob, fixní investice do bytové výstavby)
- vládní výdaje na nákup statků a služeb
- saldo obchodní bilance (hodnota vývozů – hodnota dovozů)

Agregátní výdaje = spotřeba (C) + hrubé investice (I) + veřejné výdaje (G) + čistý vývoz (NX)

### Důchodová metoda
Jelikož každý výdaj v ekonomice je něčím důchodem (příjmem), můžeme produkt vyjádřit jako součet důchodů (nepočítáme-li daně). 

HDP se podle této metody počítá jako součet prvotních důchodů za národní hospodářství celkem: náhrad zaměstnancům, daní z výroby a z dovozu snížených o dotace a hrubého provozního přebytku a smíšeného důchodu (resp. čistého provozního přebytku a smíšeného důchodu a spotřeby fixního kapitálu).
HDP = Náhrady zaměstnancům + Daně z výroby a z dovozu - Dotace + Čistý provozní přebytek + Čistý smíšený důchod + Spotřeba fixního kapitálu.
Výpočet viz Národní důchod

## Varianty produktu
čistý produkt = hrubý produkt – opotřebení kapitálu
Přívlastek domácí/národní produkt rozlišuje mezi produktem vytvořeným na určitém území (domácí produkt) a produktem vytvořeným výrobními faktory příslušníky určitého národa (národní produkt):
národní produkt = domácí produkt + produkt českých firem v cizině – produkt cizích firem v ČR
Porovnáváme-li údaje HDP z různých let, je vhodné kompenzovat změnu hodnoty peněz (inflaci případně deflaci). Reálný produkt (očištěný o inflaci) získáme tak, že nominální produkt (počítaný v běžných cenách) vydělíme hodnotou deflátoru HDP (cenového indexu, který zahrnuje změnu cen všech statků v ekonomice).

## HDP vs. bohatství
HDP nutně nevyjadřuje kvalitu života a bohatství občanů v daném státě. Stal se oblíbenou veličinou jak mezi ekonomy, tak mezi laickou veřejností, protože díky němu lze elegantně jediným číslem popsat a porovnávat stav jednotlivých ekonomik. Takové zjednodušení musí nezbytně narážet na celou řadu problémů. Je tedy třeba mít na paměti, že ačkoliv HDP relativně dobře vyjadřuje bohatství občanů dané země ve srovnání s okolím, drobným rozdílům není třeba přikládat výraznou váhu. Obdobně je nutno nahlížet na meziroční růst či pokles HDP, u kterého může být koncentrace na desetiny procent zbytečná.

### Šedá ekonomika
V první řadě HDP nedokáže postihnout činnosti šedé ekonomiky. Podle odhadů dosahuje výše šedé ekonomiky u zemí OECD 14-16 % HDP, u tranzitivních zemí (sem patří např. Česko) 21-30 % HDP, u rozvojových zemí 35-44 % HDP. Značná část ekonomického dění se tedy odehrává mimo oficiální statistiku, která je tak nutně zkreslená.

### Nepeněžní faktory
V neposlední řadě je třeba zkoumat nepeněžní faktory bohatství, kterými jsou například volný čas, dobré životní prostředí, nízká kriminalita, fungující instituce a další. Tyto faktory není možno vyjádřit ani aproximovat peněžně, a proto zůstávají HDP skryty. Přesto zcela evidentně vstupují do bohatství obyvatel a například při porovnání kvality života v jednotlivých zemích je třeba s nimi počítat. Nižší HDP pak nemusí nutně znamenat méně bohatou společnost. Například prodloužení životnosti výrobků sice sníží HDP, ale zvýší hmotné bohatství obyvatel (nemusí si opakovaně kupovat novou pračku či mobil).

### Ceny vs. užitek
Z definice HDP plyne, že se vlastně jedná o součet cen všech vyprodukovaných výrobků za dané období. Ceny nicméně nevyjadřují užitek vyrobených statků, který ani není možno kvůli jeho ordinalitě sčítat. Součet bohatství (ve smyslu užitku) tedy není možno vůbec provést.

## HDP ve světě

HDP na obyvatele v různých regionech světa. Poměr mezi regiony se mění jen velmi pomalu.

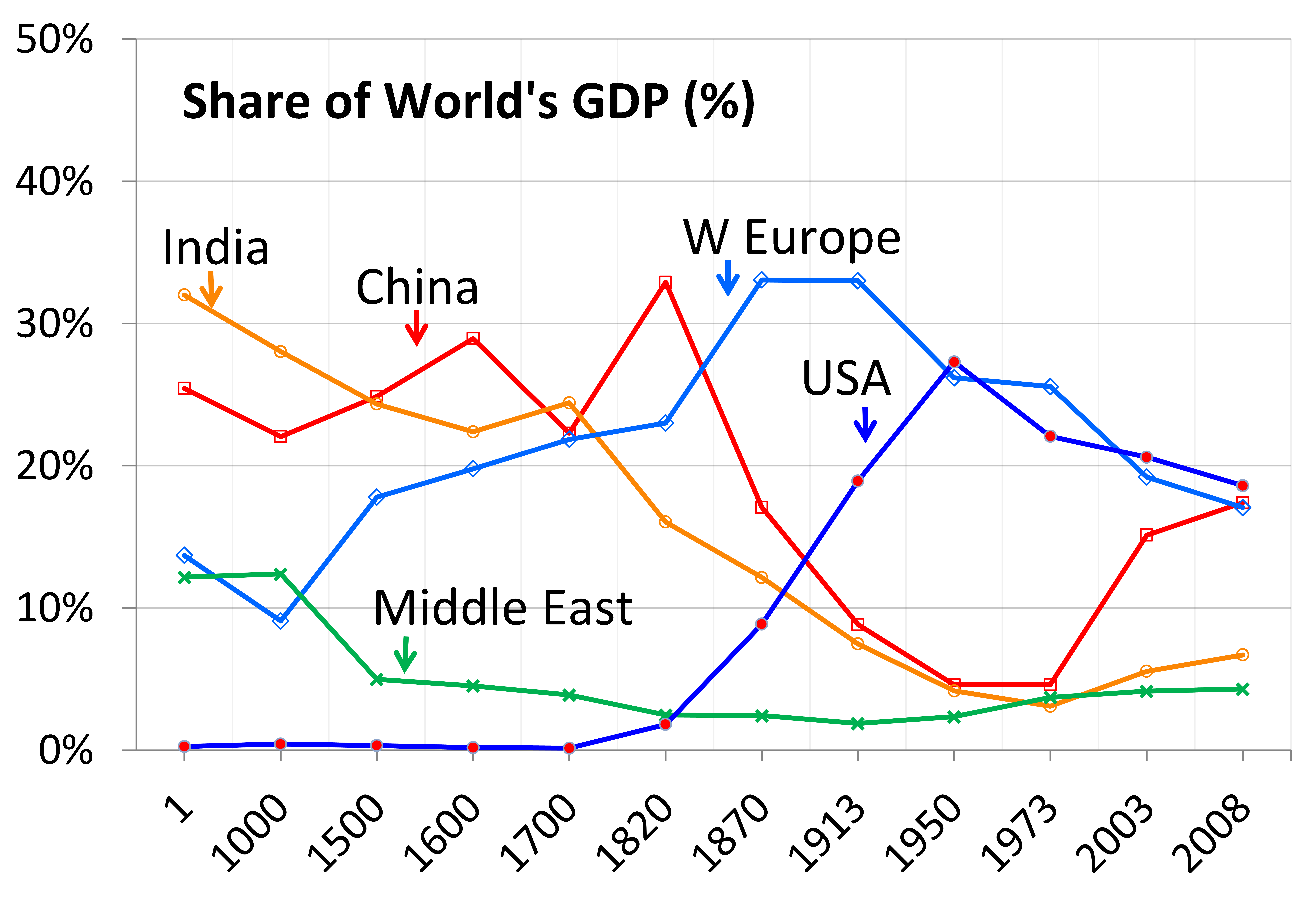
Na počátku 20. století předehnaly USA Čínu v podílu HDP.

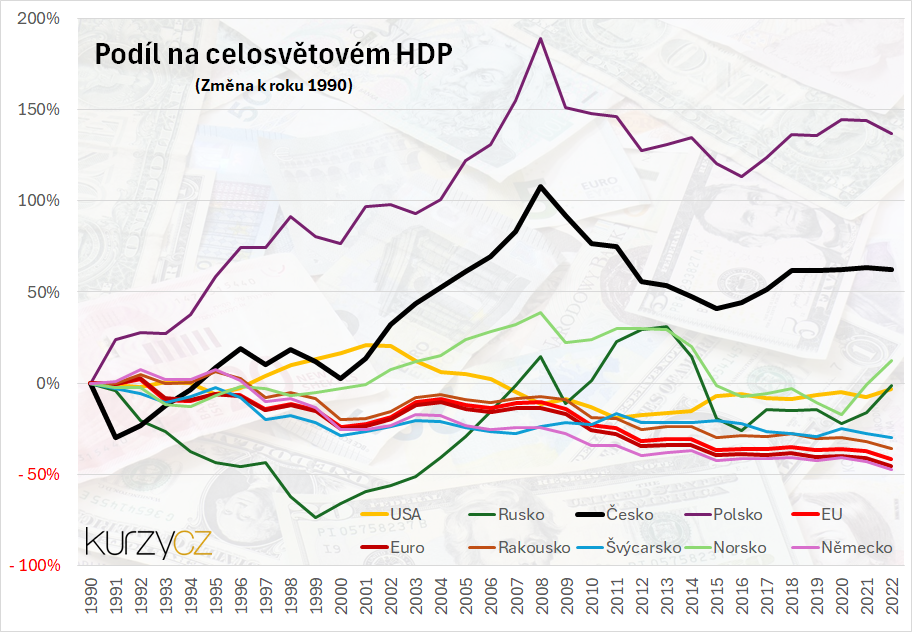
Změna podílu na HDP světa

V roce 2006 činilo světové HDP 6,595×1013 dolarů, s přírůstkem 5,3 %. HDP na hlavu činilo 10 200 dolarů. 64 % světového HDP činily služby (terciární sektor), 32 % průmysl (sekundární sektor) a pouhá 4 % zemědělství.
V letech 2007-2022 v EU téměř nerostlo HDP.
Ve 21. století začal Druhý svět v HDP konvergovat k Západnímu světu. Na růstu globálního HDP se nyní podílí nejvíce Asie, většina tohoto růstu pak připadá na Čínu. Podíl USA na celosvětovém HDP zůstává přibližně stejný, podíl EU pak výrazně klesá od roku 2010.